# Famille de Verninac
La famille de Verninac est une famille française originaire de Souillac, dans le Lot. Elle a donné plusieurs personnalités au XIXe siècle, avant de s'éteindre au cours du XXe siècle.

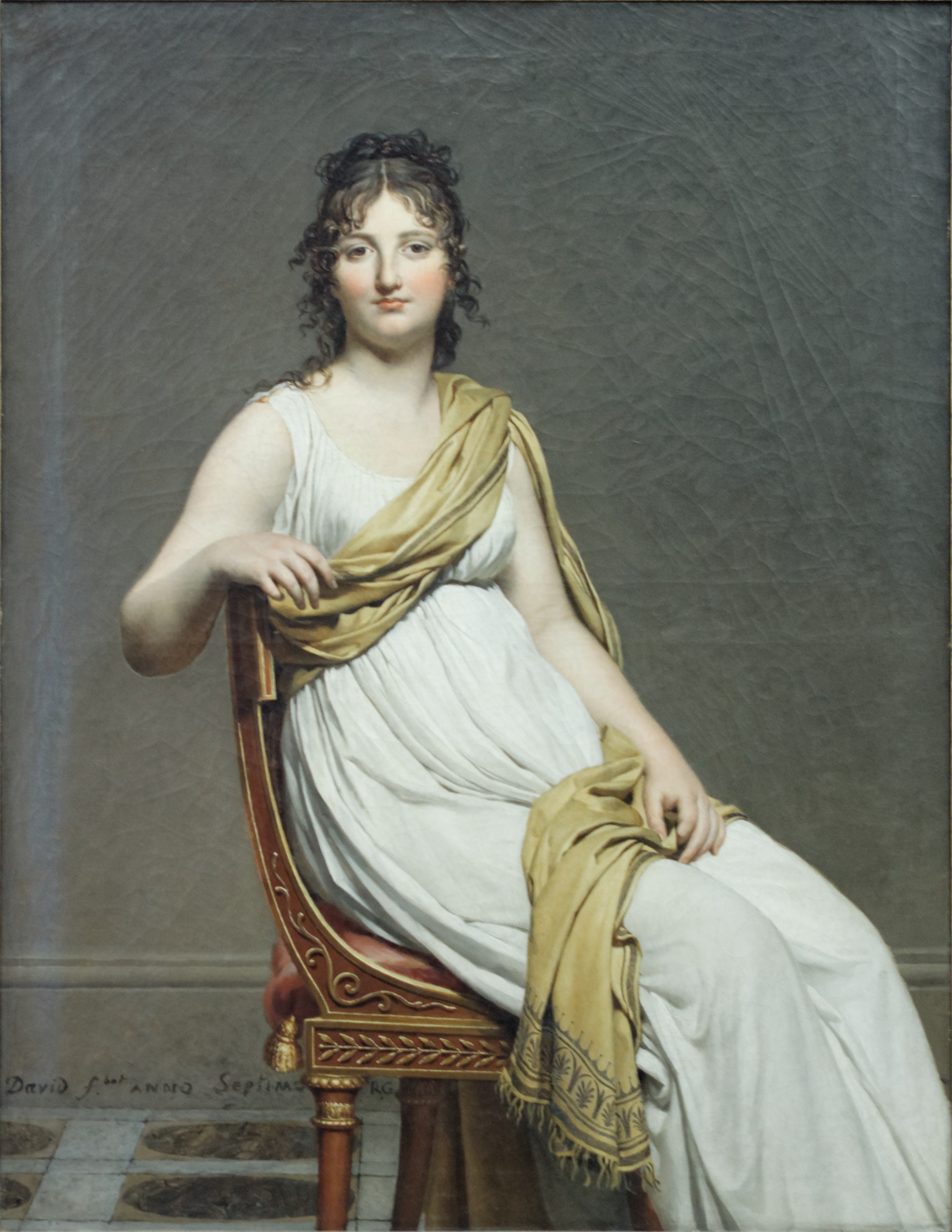
Portrait de madame de Verninac (tableau de Jacques-Louis David, 1799), née Henriette Delacroix, mariée en 1798 avec Raymond de Verninac-Saint-Maur.

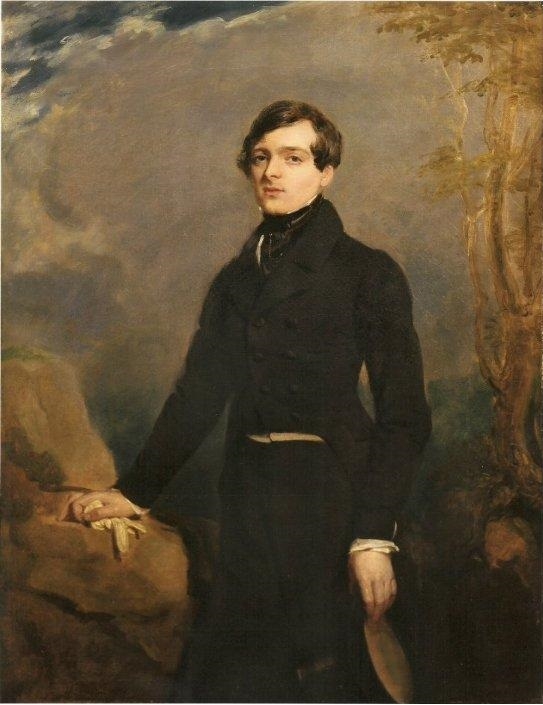
Portrait de Charles de Verninac (tableau d'Eugène Delacroix, vers 1825)

## Filiation
- François de Verninac (mort en 1756), greffier à Souillac (Lot) en 1737[1], dont :
  - Jean de Verninac (1723-1784), avocat en parlement, juge à Souillac[1], dont :
    - François de Verninac (1767-1830), acquéreur du château de Croze, marié en 1797 à Souillac avec sa cousine Marie Anna de Verninac (1766-1861)[2], dont :
      - Zélie de Verninac (1800-1879)[2], épouse de Louis Théodore Duriez, légatrice en 1863 du portrait de madame de Verninac peint par Jacques-Louis David.
      - François de Verninac de Croze (1803-1871), député de la Corrèze (1846-1848), président du tribunal civil de Tulle (Corrèze), dont[3] :
        - Henri François Charles de Verninac (1841-1901), docteur en droit, sénateur du Lot (1883-1901), vice-président du Sénat (1898-1901), président du Conseil général du Lot (1891-1901), dont[3] :
          - Louise de Verninac (1878-1973), mariée avec Louis Malvy (1875-1949), ministre de l'Intérieur sous la Troisième République.

  - Étienne de Verninac (1727-1801), avocat, juge de paix à Souillac[4], dont :
    - François de Verninac (1753-1839), magistrat à Tulle (Corrèze), dont :
      - Raymond Jean Baptiste de Verninac Saint-Maur (1796-1873), contre-amiral en 1848, ministre de la Marine et des Colonies en 1848, gouverneur de l'Inde française de 1852 à 1856[5].

    - Raymond de Verninac-Saint-Maur (1761-1822)[6], écrivain, ministre de France en Suède (1792), puis envoyé extraordinaire à Constantinople (1795), préfet du Rhône en 1800, marié en 1798 avec Henriette Delacroix (1782-1827), sœur ainée du peintre Eugène Delacroix (1798-1863)[7], dont[6] :
      - Charles de Verninac (1803-1834), diplomate (voir ci-contre son portrait vers 1825 par Eugène Delacroix).

    - Marie Anna de Verninac (1766-1861), mariée avec son cousin (voir plus haut)[2].

## Branche ainée de Verninac de Croze
François de Verninac (1767-1830) acquiert en 1813 le château de Croze, à Sarrazac, dans le Lot.
Son fils François de Verninac de Croze (1803-1871) est élu conseiller général du canton de Martel (Lot) de 1846 à 1848. Durant cette même période, il est également député de la Corréze et président du tribunal civil de Tulle.
Le fils de ce dernier, Henri François 'Charles' de Verninac, est né le 18 mai 1841 à Rochechouart (Haute-Vienne) et mort le 12 mai 1901 à Baladou (près de Souillac, Lot). Élu sénateur du Lot en 1883, Charles de Verninac est inscrit au groupe de la gauche démocratique (gauche radicale). En 1891, il fonde avec Bernard, sénateur du Doubs, le groupe le plus avancé de la gauche démocratique, dont il est le président. Il devient président du Conseil général du Lot en 1891.
Le 12 janvier 1893, il est élu membre suppléant de la commission de la Haute cour de justice. Le 11 juillet 1898, il est élu vice-président du Sénat. Il meurt le 12 mai 1901. Il est le père de Louise de Verninac et donc le beau-père de Louis Malvy, ministre de l'Intérieur durant la Première Guerre mondiale, puis à nouveau en 1926.

## Branche cadette de Verninac Saint-Maur
Après avoir représenté la France à Stockholm en 1792 et à Constantinople en 1795, où il publia la première gazette en langue française, Raymond de Verninac-Saint-Maur fut préfet du Rhône en 1800 et chargé d’importantes négociations avec le Valais. Il fut disgracié par Napoléon Ier en raison de ses opinions républicaines.
Il épousa en 1798 Henriette Delacroix, sœur ainée du peintre Eugène Delacroix, fille de Charles-François Delacroix, ministre des Relations extérieures, ministre plénipotentiaire aux Pays-Bas, puis préfet des Bouches-du-Rhône et de Gironde, et de Victoire Œben, fille de l'ébéniste de Louis XV. Leur fils, Charles de Verninac (1803-1834), diplomate, proche de son oncle Eugène Delacroix qui fit son portrait, mourut prématurément de retour du Chili.
Son neveu, Raymond Jean Baptiste de Verninac Saint-Maur, né à Souillac le 11 juin 1796 et mort à Souillac le 17 février 1873, officier de marine, commanda l’expédition chargée de ramener en France l’obélisque du temple de Louxor, offert à Louis-Philippe par Méhémet Ali. Du 6 juin 1848 au 17 juillet 1848, ce dernier Verninac Saint-Maur fut sous-secrétaire d’État à la marine, puis, quoiqu’il ne soit que capitaine de vaisseau, le général Eugène Cavaignac, alors chef du gouvernement de la Deuxième République, le nomma ministre de la marine. Il occupa ce poste jusqu’au 20 décembre 1848. Juste après sa victoire à l’élection présidentielle, Louis-Napoléon Bonaparte le fait nommer contre-amiral (16 décembre 1848), mais Verninac ne commandera jamais de force navale. Élu représentant du Lot le 8 juillet 1849, il vote avec le Tiers-Parti. Il est éloigné après le coup d'État du 2 décembre 1851 : nommé gouverneur de l'Inde française en mars 1852, il occupe ce poste jusqu’à sa retraite en juin 1856. Une statue l'honorant est située depuis 1898 place de Verninac à Souillac.

## Châteaux et demeures
- Château de Croze, à Sarrazac, dans le Lot